# Abuz (dezambiguizare)

## Tratament necinstit
- Abuzul de putere, excesul sau abuzul în exercitarea funcției publice.
- Abuz de încredere, trădare împotriva evidenței și a încrederii depozitate.
- Abuzul de poziție dominantă, încălcare prevăzută în Codul conceptului competiție (Competicion law)
- Abuzul de reprezentare
- Abuzul de substanțe
- Abuz de drept (de dreptul cuvenit)
- Abuzul economic
- Abuzul Sexual, abuzul de o altă persoană in scopuri sexuale.

### Religie
- Abuz de tip spiritual
- Abuzul de tip religios
- Abuzul de tip ritual satanic, teorie conspirativă izvorâtă din panica morală

## Film
- Abuz de încredere (Abuso de confianza) – film argentinian, regia Mario C. Lugones;

## Muzică
- Abuz de putere (album) album Adrian Barilari.

## De asemenea
- Día Mundial de Toma de Conciencia de Abuso y Maltrato en la Vejez